# Australische Badmintonmeisterschaft 1966
Die Australische Badmintonmeisterschaft 1966 fand in Melbourne statt. Es war die 25. Austragung der Badmintontitelkämpfe von Australien.

## Titelträger
| Disziplin    | Sieger                     |
| ------------ | -------------------------- |
| Herreneinzel | Andrew Ong                 |
| Dameneinzel  | Kay Nesbit                 |
| Herrendoppel | Graeme Nelson Andrew Ong   |
| Damendoppel  | Joy Twining Jane Griffiths |
| Mixed        | Ken Turner Dulcie King     |